# Авилова, Лидия Алексеевна
Ли́дия Алексе́евна Ави́лова (урождённая Стра́хова; 3 [15] июня 1864, село Клекотки, Епифанский уезд, Тульская губерния — 27 сентября 1943, Москва) — русская писательница и мемуаристка.
Её произведения печатались в «Живописном Обозрении», «Севере», «Новом Слове», «Русском Богатстве», «Вестник Европы», «Ниве» и других журналах, книги выходили в издательстве «Посредник».

## Биография
Родилась в небогатом дворянском имении Клекотки Епифанского уезда Тульской губернии (ныне Скопинский район Рязанской области).
В 1882 окончила гимназию в Москве. В 1887 вступила в брак и перебралась из Москвы в Петербург, где и началась её литературная жизнь. В доме Сергея Николаевича Худекова, мужа сестры, редактора и издателя «Петербургской газеты», познакомилась со многими известными литераторами, в том числе знала А. П. Чехова, Л. Н. Толстого, А. М. Горького, И. А. Бунина и других.
В 1890 её рассказы начали выходить в петербургских газетах и журналах. В 1896 опубликован первый сборник: «Счастливец и другие рассказы». В 1898 журнал «Русское богатство» напечатал первую повесть Авиловой «Наследники».
Ежемесячные литературные приложения к журналу «Нива» в № 3-4 за 1901 год напечатали повесть «Лишнее чувство».
В 1906 году с семьёй вернулась в Москву, где продолжила плодотворно трудиться.
В октябре 1896 года на сцене петербургского Александринского театра проходила премьера чеховской «Чайки». Успеха она не имела, зато в антрактах шло живое обсуждение, с кого «списан» тот или иной характер, кто именно из театральных кругов обеих столиц послужил прототипом для того или иного образа. Назывались конкретные фамилии, подчас довольно известные. И никто не подозревал, что среди зрителей «Чайки» находится ещё одна участница событий, нашедших отражение в пьесе. Выяснилось это лишь много лет спустя, когда вышла в свет книга воспоминаний Лидии Алексеевны Авиловой.
- «Власть и другие рассказы» (1906),
- «Сын. Рассказ» (1910),
- «Первое горе и другие рассказы» (1913),
- «Образ человеческий» (1914),
- «Пышная жизнь. Камардин» (1918).

В 1914 стала членом «Общества любителей российской словесности». В 1918 — принята в члены Всероссийского союза писателей.
В 1922—1924 годах Л. А. Авилова жила в Чехословакии, ухаживая за больной дочерью. В 1924 году вместе с ней вернулась в СССР.
В 1929 была избрана почётным членом «Общества А. П. Чехова и его эпохи».
Похоронена в Москве, на Ваганьковском кладбище. Её могила потеряна, родственниками установлен памятный знак на участке 7А Ваганьковского кладбища.

## Авилова и А. П. Чехов
Наибольшую известность имеет последняя литературная работа писательницы — мемуары «А. П. Чехов в моей жизни», где она рассказывает о переписке и личных встречах с А. П. Чеховым, и всё произведение выстроено под девизом: «роман, о котором никогда никто не знал, хотя он длился целых десять лет» (да и первоначальное название говорит само за себя — «Роман моей жизни»). Эти мемуары вызвали известные споры: некоторые сочли записки Авиловой полностью достоверными, другие подошли к ним критически, считая взгляд писательницы слишком субъективным, а некоторые эпизоды крайне сомнительными.
Известно, что Лидия Алексеевна познакомилась с А. П. Чеховым в 1889 году, с 1892 года вела с ним переписку. Антон Павлович рецензировал её рукописи, содействовал в их публикации, давал профессиональные советы, отмечая излишнюю сентиментальность стиля Авиловой.

## Сочинения
- Авилова Л. А. Счастливец и др. рассказы. Архивная копия от 7 июня 2019 на Wayback Machine СПб., 1896
- Авилова Л. А. Общее дело. Архивная копия от 7 июня 2019 на Wayback Machine СПб., 1904.
- Авилова Л. А. Христос рождается. Отчего не поют ангелы. Телефон. Дитя. Рождественские рассказы. Архивная копия от 7 июня 2019 на Wayback Machine М., 1912
- Авилова Л. А. Первое горе. Архивная копия от 7 июня 2019 на Wayback Machine М., 1913
- Авилова Л. А. Образ человеческий. Архивная копия от 7 июня 2019 на Wayback Machine М., 1914
- Авилова Л. А. Пышная жизнь. Камардин. Архивная копия от 7 июня 2019 на Wayback Machine М., 1918
- Авилова Л. А. Рассказы. Воспоминания. — М.: Сов. Россия, 1984. — 335 с.
- Авилова Л. А. Пышная жизнь: Рассказ // Только час: Проза русских писательниц конца XIX-начала XX века / Сост. В. Учёнова. — М., 1988. — С. 493—504.